# 李之云
李之云（1941年2月—2023年8月6日），河南太康人，中国人民解放军正军职退休干部、原后勤指挥学院政委。

## 生平
李之云1962年7月入伍，1960年5月加入中国共产党。历任战士、班长、排长，师宣传科干事、副科长，团政委，师政治部主任、副政委、政委，后勤指挥学院副院长等职。
2023年8月6日，李之云因病于北京逝世，享年82岁。讣告刊登在9月14日的《解放军报》。